# کرازبی، مرزیساید
latitudeکرازبی، مرزیسایدlongitudeکرازبی، مرزیساید
کرازبی، مرزیساید (به انگلیسی: Crosby, Merseyside) یک شهرک در بریتانیا است که در انگلستان واقع شده‌است.

## خصوصیات
کرازبی ۵۱٬۷۸۹ نفر جمعیت دارد.